# آیووکلار ویویدنت
آیووکلار ویویدنت (انگلیسی: Ivoclar Vivadent) شرکت تجهیزات پزشکی لیختن‌اشتاینی است، که در سال ۱۹۲۳ تأسیس شد.